# Anabarhynchus major
Anabarhynchus major är en tvåvingeart som beskrevs av Lyneborg 1992. Anabarhynchus major ingår i släktet Anabarhynchus och familjen stilettflugor. Inga underarter finns listade i Catalogue of Life.